# 6255 Kuma
6255 Kuma eller 1994 XT är en asteroid i huvudbältet som upptäcktes den 5 december 1994 av den japanska astronomen Akimasa Nakamura vid Kuma Kogen-observatoriet. Den är uppkallad efter den japanska byn Kumakōgen.
Asteroiden har en diameter på ungefär 16 kilometer.